# Änne Bäumer
Änne Bäumer-Schleinkofer (* 13. Februar 1957 in Freudenberg) ist eine Biologiehistorikerin. Sie war Hochschuldozentin für Geschichte der Naturwissenschaften an der Johannes Gutenberg-Universität Mainz.

## Werdegang
Bäumer studierte Klassische Philologie und Mathematik in Mainz und Wien und promovierte 1981 an der Universität Mainz mit einer Arbeit zu Seneca, anschließend war sie für ein Jahr wissenschaftliche Mitarbeiterin der Deutschen Copernicus-Forschungsstelle. Von 1982 bis 1985 studierte sie als Stipendiatin der Stiftung Volkswagenwerk Biologie und promovierte 1985 mit einer Arbeit über die Entwicklung des Hühnchens im Ei. Von 1986 bis 1987 war sie wissenschaftliche Mitarbeiterin bei Fritz Krafft am Fachbereich Mathematik, wobei sie weiter an der Copernikus-Ausgabe mitarbeitete, und wurde 1987 zur Hochschulassistentin für das Fach Geschichte der Naturwissenschaften ernannt. 1991 erlangte sie die Habilitation im Fach Geschichte der Naturwissenschaften und wurde 1992 zur Hochschuldozentin der Universität Mainz berufen.
Ihre Forschungsschwerpunkte lagen zunächst im Bereich der Geschichte der Naturwissenschaften, hierbei im Bereich der Embryologie, der Biologie und ihres Schulunterrichts zur Zeit des Nationalsozialismus und der Geschichte der Naturbetrachtung.
Nach dem Auslaufen ihrer Dozentur wurde sie Vorsitzende der Ende 1998 gegründeten Deutschen-Hildegard-von-Bingen-Gesellschaft. Sie wandte sich 1999 immer wieder an den Mainzer Weihbischof Franziskus Eisenbach, den sie bis Januar 2000 regelmäßig aufsuchte. Nach eigener Darstellung hatte sie ihn um geistliche Betreuung gebeten, wobei Visionen eine Rolle gespielt hätten, und sei sodann in eine emotionale Abhängigkeit geraten. Ihr drängender Wunsch, eine Anstellung im Bistumsdienst an einem an der Universität Mainz anzusiedelnden Hildegard-von-Bingen-Forschungsinstitut zu erhalten, wurde durch Eisenbach unterstützt. Doch der Mainzer Bischof Karl Lehmann erteilte der Institutsgründung eine eindeutige Absage.
Im September 2000 wurde Eisenbach von Bäumer und ihrem Mann, dem Mathematikprofessor Gerhard Schleinkofer, beschuldigt, an ihr unerlaubt einen Großen Exorzismus sowie sexuelle Handlungen vorgenommen zu haben. Sie zeigte ihn wegen Körperverletzung und sexuellen Missbrauchs im Rahmen eines seelsorgerischen Betreuungsverhältnisses an. Die Mainzer Bistumsleitung bestritt den Exorzismus, räumte allerdings „Heilungs- und Befreiungsgebete“ ein. Die Staatsanwaltschaft Mainz stellte im April 2001 das Verfahren gegen Eisenbach mangels Tatverdacht ein. Ein von der Klägerin angestrengtes Klageerzwingungsverfahren beim Oberlandesgericht Koblenz wurde im November 2001 abgewiesen. Auch beim Vatikan strengte Bäumer Klagen an (wegen Verletzung des Beichtgeheimnisses und des Zölibatgesetzes); auch dort wurde nach einer Voruntersuchung kein Strafprozess gegen Eisenbach eröffnet. Bäumer verarbeitete ihre Erfahrungen in einem Buch, in dem sie auch das Netzwerk der Kleriker kritisiert, „die angeblich nichts anderes im Sinn haben, als Menschen in Seelennot und Glaubenskrisen beizustehen.“

## Veröffentlichungen (Auswahl)
- Die Bestie Mensch. Senecas Aggressionstheorie, ihre philosophischen Vorstufen und ihre literarischen Auswirkungen. Lang, Frankfurt am Main 1982. (zugelassene Dissertation der Philosophischen Fakultät der Universität Mainz)
- Entwicklung des Hühnchens im Ei. Ein klassisches Objekt der Naturbetrachtung von der Antike bis zur Moderne. (Dissertation Mainz 1985)
- NS-Biologie. Hirzel / Wissenschaftliche Verlagsgesellschaft, Stuttgart 1990, ISBN 3-8047-1127-8.
- Geschichte der Biologie Band 1.: Biologie in der Antike bis zur Renaissance Verlag Peter Lang, Frankfurt am Main, 1991, ISBN 3-631-43312-3.
- Geschichte der Biologie Band 2.: Zoologie der Renaissance – Renaissance der Zoologie Verlag Peter Lang, Frankfurt am Main, 1991, ISBN 3-631-43313-1.
- Biologieunterricht im Dritten Reich. NS-Biologie und Schule. Verlag Peter Lang, Frankfurt am Main/Berlin/New York 1992, ISBN 3-631-45047-8 (auch auf engl.).
- Biologie unter dem Hakenkreuz. Biologie und Schule im Dritten Reich. In: Universitas. 47. Jahrgang, Nr. 547, Januar 1992, S. 48–61.
- Geschichte der Biologie Band 3.: 17. und 18. Jahrhundert. Verlag Peter Lang, Frankfurt am Main, 1996, ISBN 3-631-30317-3.
- Bibliography of the history of biology / Bibliographie zur Geschichte der Biologie. Peter Lang, Frankfurt am Main u. a. 1997, ISBN 3-631-32261-5.
- Wisse die Wege: Leben und Werk Hildegards von Bingen; eine Monographie zu ihrem 900. Geburtstag. 2., korrigierte Auflage. Verlag Peter Lang, Frankfurt am Main, 2000, ISBN 3-631-36497-0.
- Hildegard von Bingen in ihrem Umfeld – Mystik und Visionsformen in Mittelalter und früher Neuzeit. Katholizismus und Protestantismus im Dialog. Religion-und-Kultur-Verlag, Würzburg, 2001.
- Die Professorin und der Weihbischof: Glaube, Liebe, Exorzismus – die seltsamen Heilmethoden der katholischen Kirche Eichborn, Frankfurt am Main, 2003.
- als Herausgeberin: Die Westlinke und die DDR: Journalismus, Rechtsprechung und der Einfluss der Stasi in der DDR und der BRD. Lang, Frankfurt am Main, 2005.[13]